# WY Cancri
WY Cancri (WY Cnc) es una estrella variable en la constelación de Cáncer.
Se la puede localizar 1º13' al sur de 67 Cancri.
Se encuentra, de acuerdo a la nueva reducción de los datos de paralaje de Hipparcos, a 265 ± 40 años luz del sistema solar.

## Características
WY Cancri es una estrella binaria cercana cuyas componentes son una enana amarilla de tipo espectral G5V, la estrella primaria, y una subgigante anaranjada o enana naranja de tipo K4IV-V.
La primaria tiene una temperatura efectiva de 5500 K y una masa un 15% inferior a la masa solar.
Con un radio igual al del Sol, rota a gran velocidad, igual o superior a 78 km/s.
Su acompañante, más fría, tiene una temperatura de 4000 K y una masa aproximadamente la mitad de la que tiene el Sol.
Tiene un radio entre 0,58 y 0,65 radios solares y gira sobre sí misma con una velocidad de rotación proyectada de 49 km/s.
La estrella primaria es un 10% menos luminosa que el Sol mientras que su acompañante tiene una cuarta parte de la luminosidad solar.

## Variabilidad
WY Cancri es una binaria eclipsante y además una variable RS Canum Venaticorum, oscilando su brillo entre magnitud aparente +9,51 y +10,14.
El período orbital de esta binaria es de sólo 0,83124 días (19,9 horas), estando el plano orbital inclinado 88° respecto al plano del cielo.
Se ha observado que, a largo plazo, el período decrece a razón de 1,20 × 10-7 días por año.
Dado que es una «binaria separada» —no existe transferencia de masa entre las componentes— y que ambas tienen tipos espectrales tardíos, la variación secular del período puede estar causada por la pérdida de momento angular por frenado magnético.